# Воћарица
Воћарица је насељено место у саставу града Новске, у западној Славонији, Република Хрватска.

## Географија
Воћарица се налази источно од Новске на путу према Окучанима. Суседна насеља су Пакленица на западу те Јазавица на истоку.

## Историја
Воћарица се од распада Југославије до маја 1995. године налазила у Републици Српској Крајини.

## Становништво
На попису становништва 2011. године, Воћарица је имала 199 становника.

## Попис 1991.
На попису становништва 1991. године, насељено место Воћарица је имало 269 становника, следећег националног састава:
| Попис 1991.‍ | Попис 1991.‍ | Попис 1991.‍ | Попис 1991.‍ | Попис 1991.‍ |
| ----------- | ----------- | ----------- | ----------- | ----------- |
|             |             |             |             |             |
| Хрвати      | Хрвати      |             | 242         | 89,96%      |
| Срби        | Срби        |             | 22          | 8,17%       |
| Југословени | Југословени |             | 2           | 0,74%       |
| Словаци     | Словаци     |             | 1           | 0,37%       |
| непознато   | непознато   |             | 2           | 0,74%       |
| укупно: 269 |             |             |             |             |